# Сиера Невада
 Тази статия е за планината в Испания.  За планината в Калифорния вижте Сиера Невада (САЩ).  
Сиера Невада (на испански: Sierra Nevada; букв. превод: „Заснеженият хребет“) е планинска верига в Южна Испания и най-южният ски център в Европа, известен с най-големия си брой слънчеви дни в годината. Намира се в областта Андалусия.
Сиера Невада е световен ски център, един от най-големите в Европа, както и най-високата планинска верига в Западна Европа след Алпите. Най-високият връх е Муласен (3480 м), следван от Велета (3393 м).
Сиера Невада е най-големият зимен курорт на Испания, обявен за биосферен резерват от ЮНЕСКО, прочут с огромния си брой ски писти и минералните извори Ланхарон.
Общата площ на парка е 172 000 хектара.

## Образуване
Сиера Невада е образувана по време на алпийския орогенезис – събитие, което образува също Алпите и Атласките планини. Планината в днешния си вид е образувана по време на палеоген и неоген (преди 66 – 1,8 милиона години) от сблъскването на африканската и евразийската континентални плочи.

## География
Централният хребет на Сиера Невада се разпростира в посока от запад над изток. В продължително разстояние водосборният басейн е разположен над 3000 m.
В южния край на планината няколко дълги и тесни реки текат на югозапад. В по-стръмния и скалист северен край долините имат по-малко редовни ориентации. Тази страна е доминирана от реката Хенил, която извира близо до Муласен и в която се вливат много други реки.

### Климат
Според климатичната класификация на Кьопен, Сиера Невада има от средиземноморски до субарктичен климат, поради високата си надморска височина и малки летни валежи. През юни и септември средната температура е около 10 °C, което е и границата за класифициране на климата като субарктичен. На по-ниска надморска височина климатът е континентален. При още по-малка надморска височина, където през февруари средната температура е над -3 °C, планината попада в нормалната средиземноморска класификация с хладно лято, като преминава към тази с горещо лято в заобикалящите долини. Това прави Сиера Невада една хладна разновидност на типичния средиземноморски климат за района. Дневните температури през лятото и зимата са с около 12 °C по-ниски от тези в Гранада. През май средните максимални дневни температури в планината са около 4 °C, докато в Гранада са около 24 °C. Средната годишна температура от 3,9 °C в планината е в рязък контраст със средната на Гранада от 15,7 °C и тази на Малага от 18,5 °C.
| Климатични данни за Сиера Невада            | Климатични данни за Сиера Невада | Климатични данни за Сиера Невада | Климатични данни за Сиера Невада | Климатични данни за Сиера Невада | Климатични данни за Сиера Невада | Климатични данни за Сиера Невада | Климатични данни за Сиера Невада | Климатични данни за Сиера Невада | Климатични данни за Сиера Невада | Климатични данни за Сиера Невада | Климатични данни за Сиера Невада | Климатични данни за Сиера Невада | Климатични данни за Сиера Невада |
| Месеци                                      | яну.                             | фев.                             | март                             | апр.                             | май                              | юни                              | юли                              | авг.                             | сеп.                             | окт.                             | ное.                             | дек.                             | Годишно                          |
| Средни максимални температури (°C)          | 0,3                              | −0,9                             | 0,6                              | 3,2                              | 4,6                              | 14,9                             | 21,6                             | 19,8                             | 14,2                             | 10,4                             | 3,5                              | 2,6                              | 7,8                              |
| Средни температури (°C)                     | −2,9                             | −4,4                             | −3,4                             | −0,6                             | 0,9                              | 9,9                              | 16,6                             | 15,2                             | 9,9                              | 6,3                              | 0,1                              | −0,7                             | 3,9                              |
| Средни минимални температури (°C)           | −6,1                             | −7,9                             | −7,5                             | −4,3                             | −2,9                             | 5,6                              | 11,9                             | 10,6                             | 5,7                              | 2,2                              | −3,3                             | −4                               | 0,0                              |
| Средни месечни валежи (mm)                  | 86,7                             | 91,2                             | 78,8                             | 53,8                             | 53,6                             | 29,7                             | 6,1                              | 11,7                             | 33,7                             | 69,0                             | 85,2                             | 93,1                             | 692                              |
| ------------------------------------------- | -------------------------------- | -------------------------------- | -------------------------------- | -------------------------------- | -------------------------------- | -------------------------------- | -------------------------------- | -------------------------------- | -------------------------------- | -------------------------------- | -------------------------------- | -------------------------------- | -------------------------------- |
| Източник: Phytosociological Research Center |                                  |                                  |                                  |                                  |                                  |                                  |                                  |                                  |                                  |                                  |                                  |                                  |                                  |